# كاري أور
كاري أور (بالإنجليزية: Carey Orr)‏ هو صحفي أمريكي، ولد في 17 يناير 1890، وتوفي في 16 مايو 1967.